# Nyctiophylax varians
Nyctiophylax varians là một loài Trichoptera hóa thạch trong họ Polycentropodidae.